# Maximiliano Pereira (calciatore 1993)
Maximiliano Rodrigo Pereira Cardozo, noto semplicemente come Maximiliano Pereira (Montevideo, 25 aprile 1993 – Minas, 26 dicembre 2020), è stato un calciatore uruguaiano, di ruolo difensore.

## Biografia
È morto annegato in un lago sul finire del 2020.

## Caratteristiche tecniche
Era un difensore centrale.

## Carriera
Cresciuto nel settore giovanile del Cerro, esordì in prima squadra il 28 aprile 2012, disputando l'incontro di Primera División Profesional perso 3-1 contro il Peñarol.

## Palmarès

### Club

#### Competizioni nazionali
- Supercoppa uruguaiana: 1

Liverpool Montevideo: 2020